# ホロフォニクス
ホロフォニクス(Holophonics)とは、アルゼンチンの技術者ウーゴ・スカレーリによって開発された、立体的音響効果をもたらす音響技術の商標である。スカレーリは、この技術の公開は混乱をもたらすとし、未だに秘匿しているためにその詳細は明らかではないが、しかし実際には、後述するように、この種の音響技術は決して新しいものではない。
1980年代、ミラノ工科大学に在学中にスカレーリが「発明」し、1983年、英国のCBSで公開された「スカレーリ・ホロフォニクス Zuccarelli Holophonics (The Matchbox Shaker)」という作品で一躍名声を得た。これは、マッチを振る音や、ある人物が床屋を訪れる際の周囲の音、花火の音などの録音をベースとしたものだが、一般的なステレオ再生装置で再生しても（ただしスピーカーより、ヘッドフォンかイヤーフォンでの再生のほうが効果は大きい）、あらゆる方向から音が伝わる感覚が聴覚に齎される。この一連の作品は、大きなセンセーションを巻き起こし、その後数年のうちにピンク・フロイドが録音に取り入れた。
ホロフォニクスの技術に関するスカレーリの主張をめぐっては、論争がある。この技術のもたらす効果は、頭部のマネキンを用いたバイノーラル録音、あるいは音の頭部伝達を考慮した一般的な立体音響方式などの効果と類似している。それらの一般的な技術と比較して、ホロフォニクスが実質的に異なる、あるいは優れているとするような研究報告は無い。なぜなら、耳音響放射（耳の内側や外側で、外部からきた音が反射する現象）は確かに存在するが、それが音像定位（ある音がどこで発されたか特定すること）の役割を果たすという彼の主張や、この音の「干渉」効果を説明するメカニズムについては、彼が秘密としていることから、その秘密に抵触するような内容については第三者による報告の公開は不可能だからである。頭部伝達関数統合やバイノーラル録音を経た適切な「空間手がかり」（音による空間把握の手がかり）などに関する研究は多く存在する。

## 参照
1. ↑  Gilkey & Anderson, Binaural and Spatial Hearing in Real and Virtual Environments, Psychology Press, 1997